# Minutes to Midnight
Minutes to Midnight (englisch für „Minuten bis Mitternacht“) ist das dritte Studioalbum der US-amerikanischen Metal-Band Linkin Park. Es wurde am 11. Mai 2007 bei Warner Brothers Records veröffentlicht.
Der Titel bezieht sich auf die Doomsday Clock, auf der die „Minuten bis Mitternacht“ („Minutes to Midnight“) angezeigt werden, die ein Maß für die verbleibende Zeit bis zur Vernichtung der Welt durch Nuklearwaffen ist. Zum Zeitpunkt der Ankündigung des Titels stand die Uhr bei fünf Minuten bis Mitternacht. Mike Shinoda erklärte, dass das Album verschiedene Bedeutungen habe: „Man sollte das nicht zu wörtlich nehmen. Es gibt verschiedene Bedeutungen, die meisten sind metaphorisch.“ und „Es gibt auf jeden Fall einen Bezug zur Doomsday Clock … der Apokalypse … eine Metapher für den Tod und die Wiedergeburt, aber es könnte sich auch auf die Musikindustrie beziehen, also ein bisschen ironisch.“

## Entstehung
Für dieses Album hat sich Linkin Park den Produzenten Rick Rubin ausgesucht, der bereits an Alben von Künstlern wie Red Hot Chili Peppers, Metallica, AC/DC, System of a Down, Jay-Z, Rage Against the Machine und weiteren gearbeitet hat.
Rapper Mike Shinoda hatte ursprünglich deutlich mehr neue Lieder mit der Band aufgenommen, das Album fasst jedoch nur eine Auswahl von zwölf. Der Song No Roads Left, welcher nicht von Bennington, sondern von Shinoda gesungen wird, entstand während der Aufnahmen und war bei der Pre-Order-Version von Minutes to Midnight über iTunes erhältlich. Im Januar 2008, pünktlich zur Europatour, wurde das Lied mit einer Neuauflage von Minutes to Midnight, der Touredition, auch auf CD erhältlich. Schon im Jahr 2006 wurden die Lieder Qwerty und Announcement Service Public dem Fanclub Linkin Park Underground auf der LP Underground 6 CD offiziell zugänglich gemacht. Beide Lieder wurden 2008 auch über die EP Songs from the Underground veröffentlicht. Across the Line erschien 2009 auf LP Underground 9: Demos, welche die bisher einzige LPU-CD ist, die auf den Markt kam. Eine digitale Version erschien erst am 15. Januar 2013 mit der iTunes Deluxe Edition von Minutes to Midnight als zweiter Bonustrack neben No Roads Left. Auch das Lied Blackbirds, das 2010 veröffentlicht wurde, stammt aus dieser Zeit.

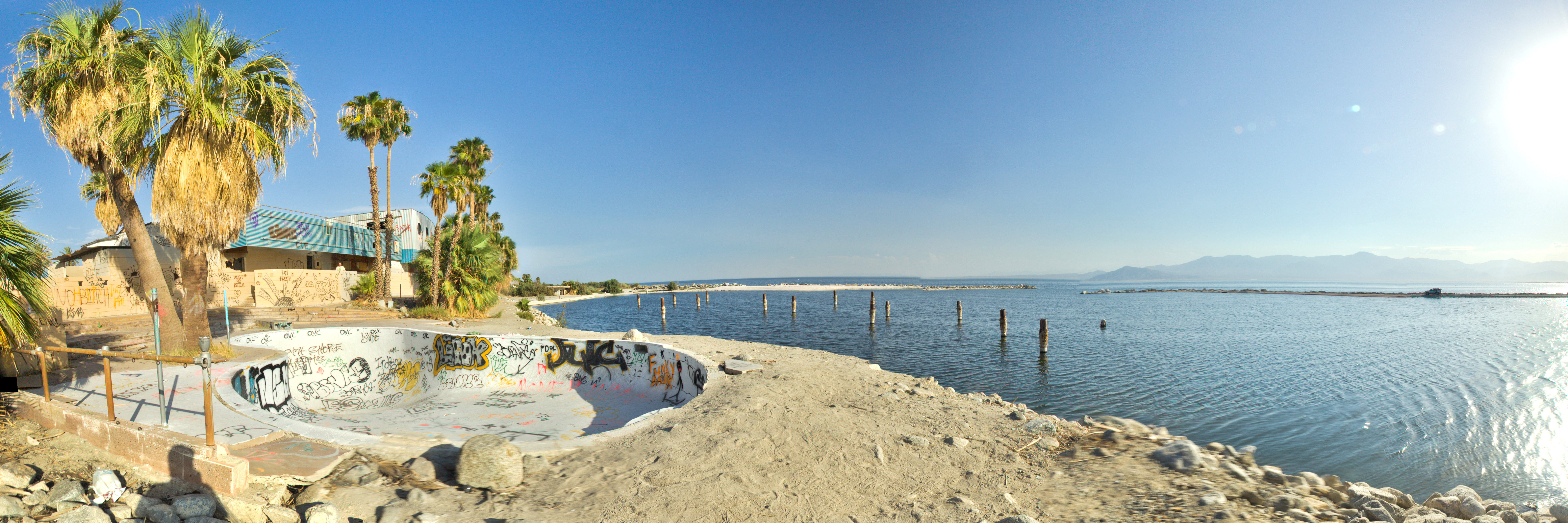
Ruinen des North Shore Beach and Yacht Club (2009)

Chester Bennington arbeitete zur gleichen Zeit am Album Out of Ashes, welches er mit seiner Band Dead by Sunrise im Herbst 2009 veröffentlichte. Dieses sollte ursprünglich früher erscheinen. Viele der Emotionen, die Bennington aufgrund des Beziehungsendes mit seiner Ex-Frau Samantha Olit widerfuhren, spiegeln sich darin wider. Diese Gefühle sollten nicht mit einem Linkin-Park-Album thematisiert werden. 1999 waren bereits auf die Hybrid Theory EP Lieder wie And One und Part of Me sowie Papercut auf Hybrid Theory eingegangen, die die Folgen von Benningtons Drogenkonsum, eine Psychose, verarbeiten.
Die Vorder- und Rückseite des Covers zeigen Schwarz-Weiß-Aufnahmen der Band nahe der Ruinen des North Shore Beach and Yacht Club am Saltonsee in North Shore (Kalifornien).

## Veröffentlichung
Das geplante Veröffentlichungsdatum wurde insgesamt viermal verlegt. Ursprünglich war es für Sommer 2006 angekündigt, wurde dann auf Herbst 2006 und danach auf Anfang 2007 zurückverlegt. Tatsächlich veröffentlicht wurde es letzten Endes am 11. Mai 2007. Die ständigen Verzögerungen sind auf die stetigen Neuaufnahmen der Band zurückzuführen.
Die erste Single, What I’ve Done, wurde am 14. Mai 2007 digital veröffentlicht. Die zweite Single, Bleed It Out wurde im Juli 2007 veröffentlicht, die deutsche Videopremiere fand am 31. Juli 2007 bei TRL statt. Die dritte Single, Shadow of the Day wurde am 23. November 2007 veröffentlicht, die deutsche Videopremiere fand am 17. Oktober 2007 bei Rockzone (MTV) statt.
Die weiteren Singles waren Given Up und Leave Out All the Rest. Beide erschienen über ein Jahr nach dem Album.

## Musikalischer Stil
Bandmitglied Chester Bennington erklärte in einem Interview, dass in diesem Album der Nu-Metal-Stil zum Großteil verschwunden sei; einzig bei Given Up, Bleed It Out, No More Sorrow und zum Teil bei What I’ve Done lässt sich ihr „alter Stil“ wiedererkennen. In diesem Album möchte die Band mit einem neuen Stil überzeugen. Dieser unterscheidet sich von den vorherigen Alben Hybrid Theory (2000) und Meteora (2003) u. a. insoweit, als einzelne Lieder fast ausschließlich von Chester Bennington bzw. von Mike Shinoda gesungen werden. Linkin Park unterstreicht damit das vor der Veröffentlichung gemachte Statement, man möchte mit dem neuen Album „von vorne anfangen“.
Texte
Darüber hinaus bleibt anzumerken, dass bis zum Erscheinen des Albums die Liedtexte der Band bis auf wenige Ausnahmen vollkommen frei von Beleidigungen und Fäkalsprache blieben. Dies änderte sich nun ebenfalls, und Minutes to Midnight ist das erste Album von Linkin Park, das den Parental-Advisory-Aufkleber für jugendbeeinträchtigende Inhalte bekam. Außerdem bietet das neue Album erstmals auch politische Inhalte, wie z. B. in den Liedern Hands Held High (die Band beanstandet hier die amerikanische Kriegspolitik), No More Sorrow (ein „Anti-Bush-Lied“) und The Little Things Give You Away (hier kritisieren sie das fehlerhafte Verhalten der Regierung während der Hurricane-Katrina-Katastrophe).

## Titelliste

### Standard-Edition
| #  | Titel                           | Länge | Bemerkung                                |
| -- | ------------------------------- | ----- | ---------------------------------------- |
| 1  | Wake                            | 1:41  | Intro                                    |
| 2  | Given Up                        | 3:11  | Vierte Single (3. März 2008)             |
| 3  | Leave Out All the Rest          | 3:29  | Fünfte und letzte Single (14. Juli 2008) |
| 4  | Bleed It Out                    | 2:46  | Zweite Single (14. August 2007)          |
| 5  | Shadow of the Day               | 4:51  | Dritte Single (16. Oktober 2007)         |
| 6  | What I’ve Done                  | 3:27  | Erste Single (4. Mai 2007)               |
| 7  | Hands Held High                 | 3:55  |                                          |
| 8  | No More Sorrow                  | 3:43  |                                          |
| 9  | Valentine’s Day                 | 3:18  |                                          |
| 10 | In Between                      | 3:18  |                                          |
| 11 | In Pieces                       | 3:40  |                                          |
| 12 | The Little Things Give You Away | 6:23  |                                          |

### Tour-Edition
| #  | Titel                            | Länge | Bemerkung |
| -- | -------------------------------- | ----- | --------- |
| 13 | No Roads Left                    | 3:48  |           |
| 14 | What I’ve Done (Distorted Remix) | 3:46  |           |
| 15 | Given Up (Third Encore Session)  | 3:09  |           |

### iTunes-Deluxe-Version
| #  | Titel           | Länge | Bemerkung |
| -- | --------------- | ----- | --------- |
| 13 | No Roads Left   | 3:48  |           |
| 14 | Across the Line | 3:11  |           |

## Singleauskopplungen
| Jahr | Titel                  | Höchstplatzierung, Gesamtwochen, AuszeichnungChartplatzierungen (Jahr, Titel, , Platzierungen, Wochen, Auszeichnungen, Anmerkungen) | Höchstplatzierung, Gesamtwochen, AuszeichnungChartplatzierungen (Jahr, Titel, , Platzierungen, Wochen, Auszeichnungen, Anmerkungen) | Höchstplatzierung, Gesamtwochen, AuszeichnungChartplatzierungen (Jahr, Titel, , Platzierungen, Wochen, Auszeichnungen, Anmerkungen) | Höchstplatzierung, Gesamtwochen, AuszeichnungChartplatzierungen (Jahr, Titel, , Platzierungen, Wochen, Auszeichnungen, Anmerkungen) | Höchstplatzierung, Gesamtwochen, AuszeichnungChartplatzierungen (Jahr, Titel, , Platzierungen, Wochen, Auszeichnungen, Anmerkungen) | Höchstplatzierung, Gesamtwochen, AuszeichnungChartplatzierungen (Jahr, Titel, , Platzierungen, Wochen, Auszeichnungen, Anmerkungen) | Anmerkungen                                                  |
| Jahr | Titel                  | DE | AT | CH | UK | US | Rock | Anmerkungen                                                  |
| ---- | ---------------------- | --- | --- | --- | --- | --- | --- | ------------------------------------------------------------ |
| 2007 | What I’ve Done         | DE4 ×2Doppelplatin · (32 Wo.)DE | AT8 (24 Wo.)AT | CH6 Platin · (62 Wo.)CH | UK6 ×2Doppelplatin · (32 Wo.)UK | US7 ×6Sechsfachplatin · (23 Wo.)US                                                                                                  | Rock1 (27 Wo.)Rock | Erstveröffentlichung: 2. April 2007 Verkäufe: + 8.188.086    |
| 2007 | Bleed It Out           | DE40 (10 Wo.)DE | AT43 (10 Wo.)AT | CH42 (9 Wo.)CH | UK29 Platin · (8 Wo.)UK | US52 ×4Vierfachplatin · (20 Wo.)US                                                                                                  | Rock3 (24 Wo.)Rock | Erstveröffentlichung: 14. August 2007 Verkäufe: + 4.798.000  |
| 2007 | Shadow of the Day      | DE12 Gold · (29 Wo.)DE | AT6 (28 Wo.)AT | CH11 Gold · (31 Wo.)CH | UK46 Silber · (4 Wo.)UK | US15 ×2Doppelplatin · (22 Wo.)US | Rock6 (20 Wo.)Rock | Erstveröffentlichung: 16. Oktober 2007 Verkäufe: + 2.372.500 |
| 2008 | Given Up               | DE53 (7 Wo.)DE | — | — | UK— SilberUK | US99 Platin · (1 Wo.)US | Rock5 (27 Wo.)Rock | Erstveröffentlichung: 17. Februar 2008 Verkäufe: + 1.215.000 |
| 2008 | Leave Out All the Rest | DE15 Gold · (17 Wo.)DE | AT17 (13 Wo.)AT | CH36 (20 Wo.)CH | UK90 Silber · (1 Wo.)UK | US94 Platin · (2 Wo.)US | Rock33 (4 Wo.)Rock | Erstveröffentlichung: 14. Juli 2008 Verkäufe: + 1.515.000    |

grau schraffiert: keine Chartdaten aus diesem Jahr verfügbar

## Kritiken
Laut.de schreibt: „Kritische Texte, verpackt in derbe Raps, Balladen und biedere Rock-Nummern“.

## Kommerzieller Erfolg

### Chartplatzierungen
| ChartsChartplatzierungen       | Höchstplatzierung | Wochen |
| ------------------------------ | ----------------- | ------ |
| Deutschland (GfK)              | 1 (… Wo.)         | …      |
| Österreich (Ö3)                | 1 (81 Wo.)        | 81     |
| Schweiz (IFPI)                 | 1 (64 Wo.)        | 64     |
| Vereinigte Staaten (Billboard) | 1 (98 Wo.)        | 98     |
| Vereinigtes Königreich (OCC)   | 1 (53 Wo.)        | 53     |

| ChartsJahrescharts (2007)      | Platzierung |
| ------------------------------ | ----------- |
| Deutschland (GfK)              | 3           |
| Österreich (Ö3)                | 5           |
| Schweiz (IFPI)                 | 5           |
| Vereinigte Staaten (Billboard) | 10          |
| Vereinigtes Königreich (OCC)   | 44          |

| ChartsJahrescharts (2008)      | Platzierung |
| ------------------------------ | ----------- |
| Deutschland (GfK)              | 28          |
| Österreich (Ö3)                | 35          |
| Schweiz (IFPI)                 | 87          |
| Vereinigte Staaten (Billboard) | 46          |

### Auszeichnungen für Musikverkäufe
| Land/Region                  | Auszeichnungen für Musikverkäufe (Land/Region, Auszeichnung, Verkäufe) | Verkäufe  |
| ---------------------------- | ---------------------------------------------------------------------- | --------- |
| Australien (ARIA)            | 3× Platin                                                              | 210.000   |
| Belgien (BRMA)               | Gold                                                                   | (15.000)  |
| Dänemark (IFPI)              | 2× Platin                                                              | (40.000)  |
| Deutschland (BVMI)           | 7× Gold                                                                | (700.000) |
| Europa (IFPI)                | 2× Platin                                                              | 2.000.000 |
| Finnland (IFPI)              | Gold                                                                   | (15.893)  |
| Frankreich (SNEP)            | Gold                                                                   | (75.000)  |
| Griechenland (IFPI)          | Gold                                                                   | (7.500)   |
| Italien (FIMI)               | Platin                                                                 | (50.000)  |
| Japan (RIAJ)                 | Platin                                                                 | 250.000   |
| Kanada (MC)                  | —                                                                      | 195.000   |
| Neuseeland (RMNZ)            | 4× Platin                                                              | 60.000    |
| Österreich (IFPI)            | 2× Platin                                                              | (40.000)  |
| Polen (ZPAV)                 | Gold                                                                   | (10.000)  |
| Portugal (AFP)               | Platin                                                                 | (20.000)  |
| Russland (NFPF)              | Gold                                                                   | (10.000)  |
| Schweden (IFPI)              | Gold                                                                   | (20.000)  |
| Schweiz (IFPI)               | 2× Platin                                                              | (60.000)  |
| Singapur (RIAS)              | 3× Platin                                                              | 30.000    |
| Spanien (Promusicae)         | Gold                                                                   | (40.000)  |
| Ungarn (MAHASZ)              | Gold                                                                   | (3.000)   |
| Vereinigte Staaten (RIAA)    | 5× Platin                                                              | 5.000.000 |
| Vereinigtes Königreich (BPI) | 2× Platin                                                              | (600.000) |
| Insgesamt                    | 10× Gold · 31× Platin ·                                                | 8.195.000 |

Hauptartikel: Linkin Park/Auszeichnungen für Musikverkäufe